# Dimiter Angelov
Dimiter Angelov (* 1972) ist ein bulgarischer Byzantinist.

## Leben
Er wurde in Bulgarien und den Vereinigten Staaten ausgebildet (BA Wabash, PhD Harvard 2002) und wechselte nach über zehnjähriger Karriere als Forscher, Dozent und Professor am Zentrum für Byzantinisches, Osmanisches und Modernes Griechisches an der Universität Birmingham als Dumbarton Oaks Professor of Byzantine History an das Department für Geschichte der Harvard University.
Seine Forschungsschwerpunkte sind byzantinische Vorstellungen zur Geographie und der Welt, Byzanz als Imperium und die Politik gefälschter Nachrichten und Gerüchte. Er arbeitet auch an Übersetzungen.

## Schriften (Auswahl)
- Imperial Ideology and Political Thought in Byzantium, 1204–1330. Cambridge 2007, ISBN 0-521-85703-1.
- Church and Society in Late Byzantium. Kalamazoo 2009, ISBN 978-1-58044-142-1.
- mit Ruth Macrides und Joseph Munitiz: Pseudo-Kodinos and the Ceremonies of the Constantinopolitan Court. Dignities and Offices. Farnham 2013, ISBN 978-0-7546-6752-0.
- mit Michael Saxby: Power and Subversion in Byzantium. Papers of the 43rd Spring Symposium of Byzantine Studies. Farnham 2013, ISBN 978-1-4724-1228-7.
- mit Sahar Bazzaz und Yota Batsaki: Imperial Geographies in Byzantine and Ottoman Space. Cambridge 2013, ISBN 0-674-06662-6.
- The Byzantine Hellene. The Life of Emperor Theodore Laskaris and Byzantium in the Thirteenth Century. Cambridge 2019, ISBN 978-1-108-48071-0.